# Ambachtsschool (Appingedam)
Nadat de gemeente Appingedam de wens om een Rijks Hoogere Burgerschool te stichten gedwarsboomd zag door de overheid, richtte de raad onder leiding van burgemeester Mr. Fokko Jansen haar pijlen op hun tweede voornemen: het oprichten van een ambachtsschool. 
Met Mr. F. Jansen als voorzitter werd 9 mei 1904 de Vereniging ter Bevordering van het Ambachtsonderwijs opgericht die ten doel had een ambachtsschool te verwezenlijken voor Appingedam en omliggende gemeenten.

## Stationsweg
Op 2 oktober 1905 kwamen de eerste leerlingen naar de nieuw gebouwde school aan de Stationsweg. Een nog bescheiden aantal van 26 jongens die de eer hadden om als eersten in de regio ambachtssonderwijs te krijgen. Twee daarvan verlieten na 14 dagen de school om terug te keren naar het landbouwvak, 24 leerlingen zaten het jaar uit. 
Daarvan volgden 12 de lessen voor het ambacht timmeren en 12 het ambacht smeden. 
De leerlingen waren afkomstig uit de gemeenten Appingedam, Delfzijl, Loppersum, 't Zand, Bierum, Slochteren en Termunten. Hieruit blijkt al in 1905 dat de school een duidelijke regiofunctie heeft. 
Mocht het aantal leerlingen in 1905 nog wat tegen vallen, uit het jaarverslag van 1908 blijkt dat in dat jaar 63 leerlingen de school hebben bezocht.
In dit jaarverslag worden drie vakken genoemd. Timmeren, smeden-bankwerken en schilderen. 
In 1908 deden 19 leerlingen eindexamen. Met succes want zij verlieten allen dat jaar de school met een vakdiploma na drie jaar onderwijs. 
In de jaren daarop steeg het aantal leerlingen langzaam maar zeker. In 1920 bezochten 84 leerlingen de school en in 1930 waren dat 155 leerlingen.
Vanaf 1910 werden ook praktijkcursussen gegeven voor machinisten van de Zeevaartschool Delfzijl. In 1937 werd gestart met een cursus Motorrijtuigenherstellen.
Rond die tijd begon men serieus te denken aan uitbreiding.

## Westersingel
Na rijp beraad in 1937 bleek een geheel nieuwe school de beste oplossing voor het ruimteprobleem, maar het zou - mede door de tweede wereldoorlog - tot 1949 duren voordat de nieuwe school kon worden geopend aan de Westersingel te Appingedam.
In 1966 werd de school na een grondige verbouwing heropend en bood plaats aan 510 leerlingen. Ter ere van bezielend bestuurslid en voorzitter (1925 tot 1963) Ir. T.J. Brons werd de school hernoemd tot Ir. T.J. Bronsschool.
In 1968 werd de benaming ambachtsschool gewijzigd in Lagere Technische School (LTS).

## Fusies
De school werd in 1990 een onderdeel van het Eemsmond College dat in 1996 fuseerde met het Noorderpoort College.

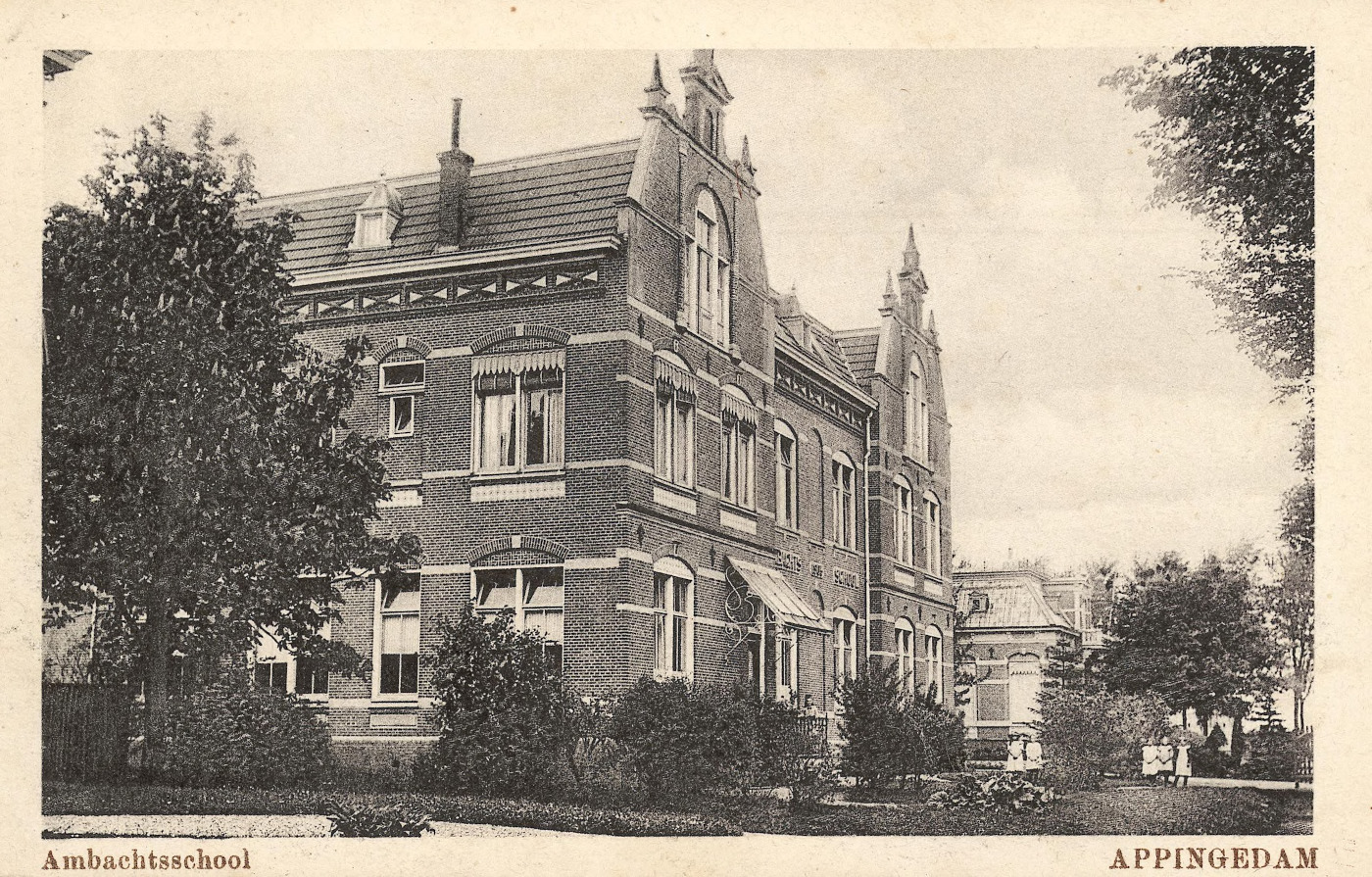
Eerste pand aan de Stationsweg